# Wiskundig Onderzoeksinstituut van Oberwolfach

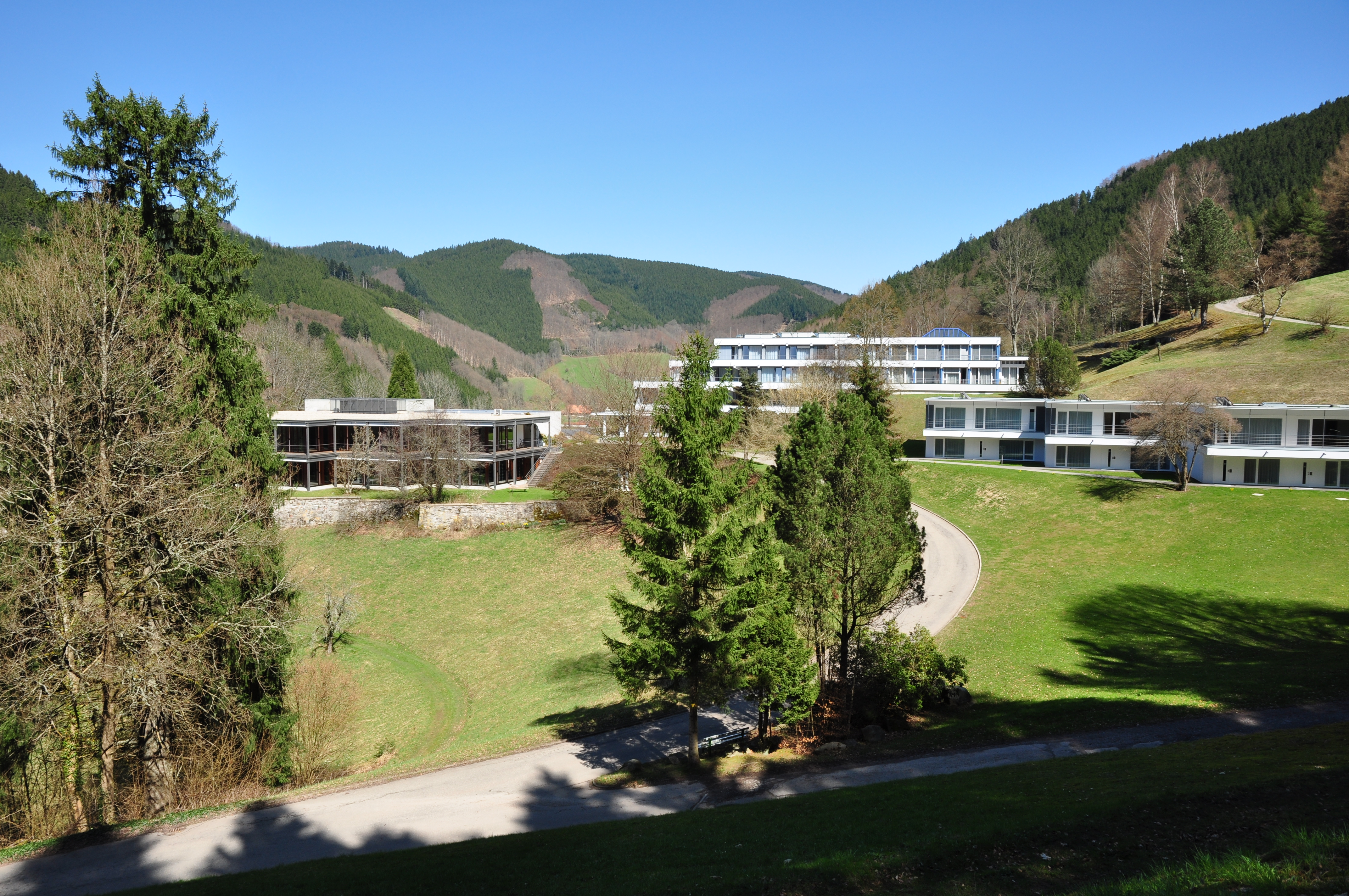
De bibliotheek, het hoofdgebouw en de bungalows

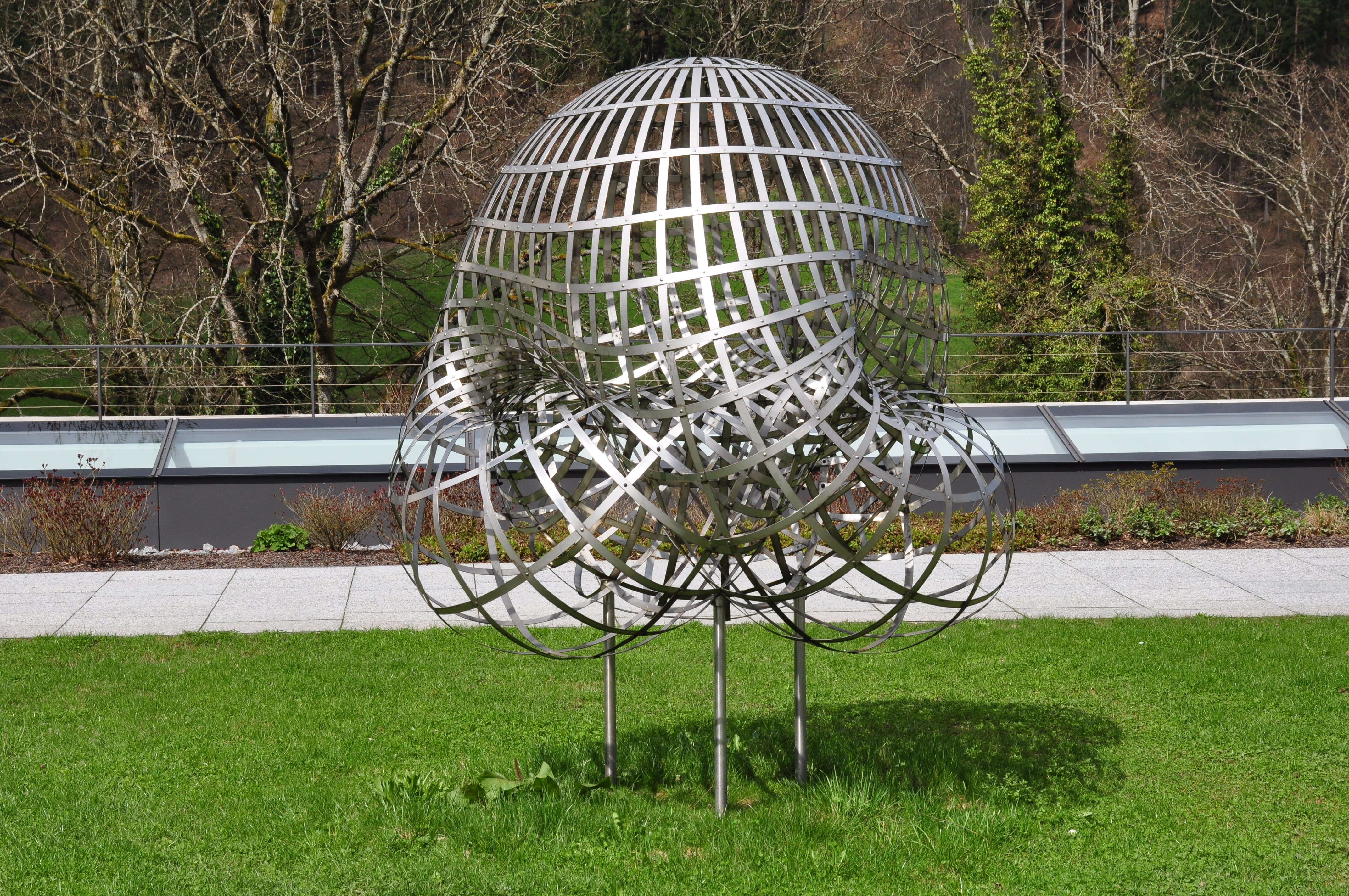
Model van een Boy-oppervlak bij de ingang

Het Wiskundige Onderzoeksinstituut van Oberwolfach (Duits: Mathematisches Forschungsinstitut Oberwolfach) in het Duitse Oberwolfach werd in 1944 opgericht door de wiskundige Wilhelm Süss. Het instituut organiseert wekelijks workshops over diverse onderwerpen waar wiskundigen en wetenschappers van over de hele wereld naartoe komen om gezamenlijk aan te werken.

## Directeuren
- 1944-1958: Wilhelm Süss
- 1958-1959: Hellmuth Kneser
- 1959-1963: Theodor Schneider
- 1963-1994: Martin Barner
- 1994-2002: Matthias Kreck
- 2002-2013: Gert-Martin Greuel
- 2013-heden: Gerhard Huisken